# Gabriele Bella
Gabriele Bella (Venezia, 1720 – Venezia, 1799) è stato un pittore italiano.

## Biografia

Funerali del Doge, Pinacoteca Querini Stampalia

Non si hanno molte informazioni biografiche riguardanti la vita di Gabriele Bella, e solo le sue opere firmate e datate indicano che fu attivo fra il 1740 ed il 1782.
Fu iscritto alla fraglia a Venezia nel 1760 e una delle sue ultime opere fu la Benedizione del papa Pio VI alla loggia della Scuola Grande di San Marco in Venezia (1782); nello stesso anno lavorò a Treviso per la casa Querini-Stampalia, dove lasciò numerosi fregi e studi.
Il nome di questo pittore rimase ignoto alle fonti contemporanee, questo perché la sua era la pittura di un autodidatta tutto inteso a ridurre, in forme più o meno eleganti, la vita vivace veneziana, quella intima degli interni e quella pubblica delle grandi cerimonie esterne.
Bella si dimostrò interessante per il valore documentario delle sue opere e per la minuziosità delle sue visioni.
Aderì al movimento artistico veneziano che descrisse la vita festosa della Serenissima nel suo ultimo secolo di vita; la sua arte è ingenua, ma fedelissima al soggetto, per cui le sue opere, insieme con quelle dei coevi Canaletto e Francesco Guardi, sono specchi fedeli dei costumi del suo tempo.
Quasi tutti i suoi quadri si trovano nella pinacoteca Querini-Stampalia, a Venezia, che ne possiede una settantina. Di questi, la Festa dei Tori, fatta nel 1740 in onore del re di Polonia, la Veduta di Venezia con regata sul Canal Grande (1760), rappresentazione di vita sociale di Venezia, la Cena al Teatro di San Benedetto per i duchi del Nord (1782), e la Veduta della loggia eretta in Campo San Giovami e Paolo, da cui papa Pio VI benedì il popolo (1782), segnano i limiti, sicuramente databili, della sua operosità artistica.

## Opere
- Festa dei Tori (1740);
- L'ultimo giorno di carnevale, piazza San Marco;
- Campo San Giacomo dell'Orio;
- Piazza San Marco, processione;
- Gioco del calcio a Sant'Alvise;
- Battaglia con i bastoni, sul ponte Santa Fosca;
- Gioco di racchette;
- Banchetto pubblico del Doge;
- Interno del Teatro San Samuele;
- La regata femminile sul Canal Grande;
- Veduta di Venezia con regata sul Canal Grande (1760);
- Cena al Teatro di San Benedetto per i duchi del Nord (1782);
- Veduta della loggia eretta in Campo San Giovami e Paolo, da cui papa Pio VI benedì il popolo (1782);
- Benedizione del papa Pio VI alla loggia della Scuola Grande di San Marco in Venezia (1782).

## Galleria d'immagini

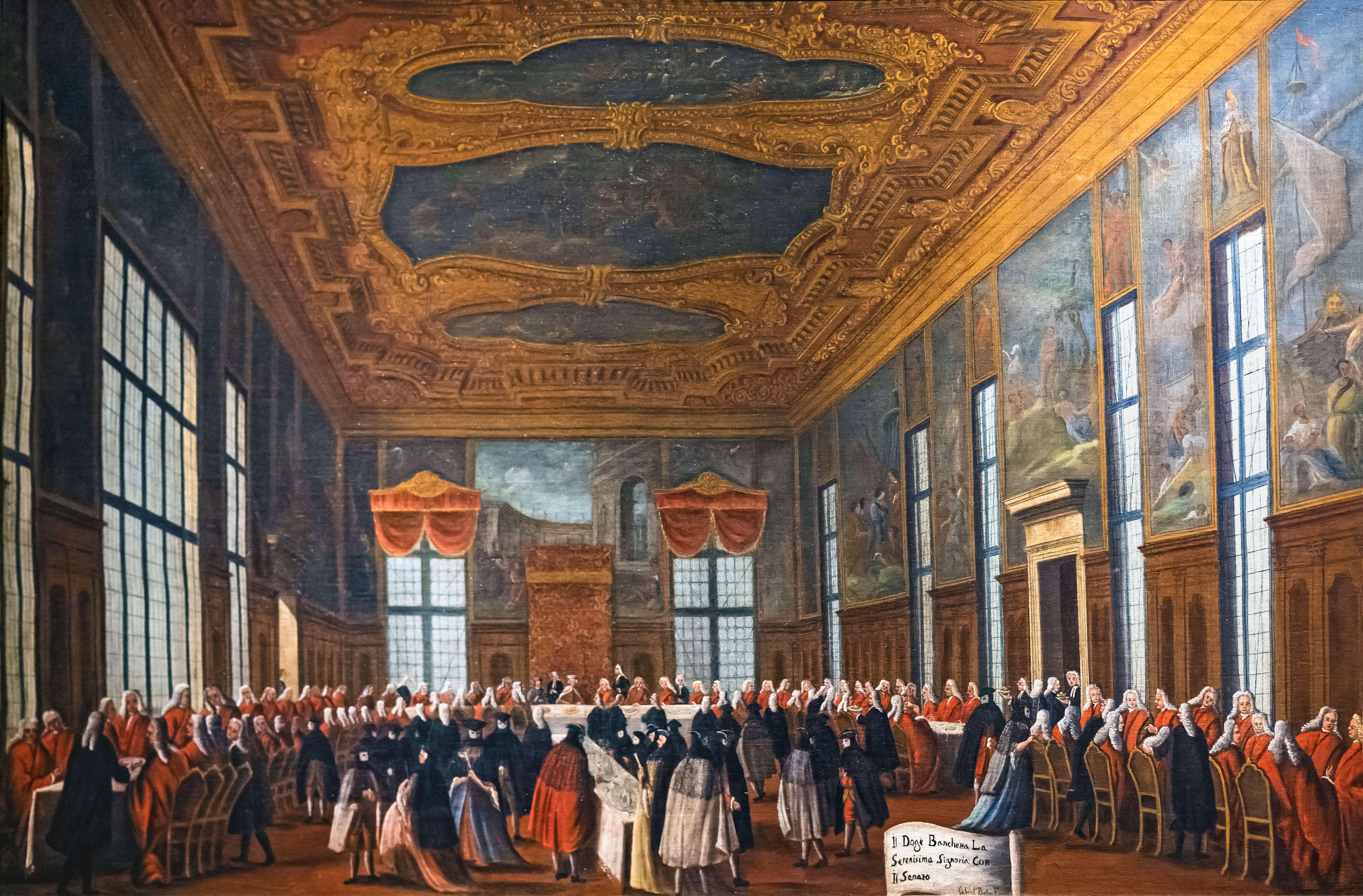
Banchetto pubblico del doge, Pinacoteca Querini Stampalia
Caccia all'orso in Campo Sant'Angelo, Pinacoteca Querini Stampalia
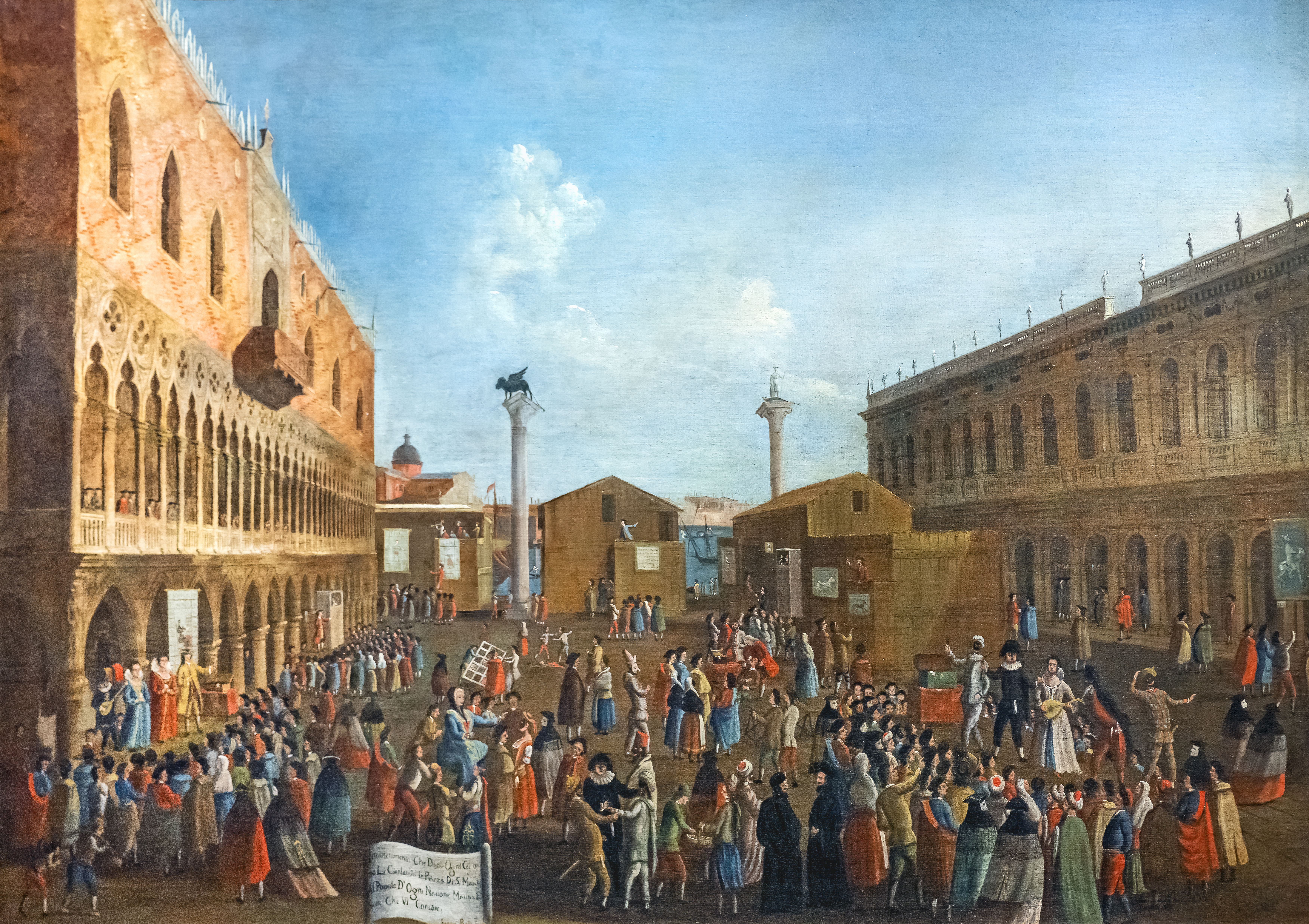
Ciarlatani in piazzetta, Pinacoteca Querini Stampalia
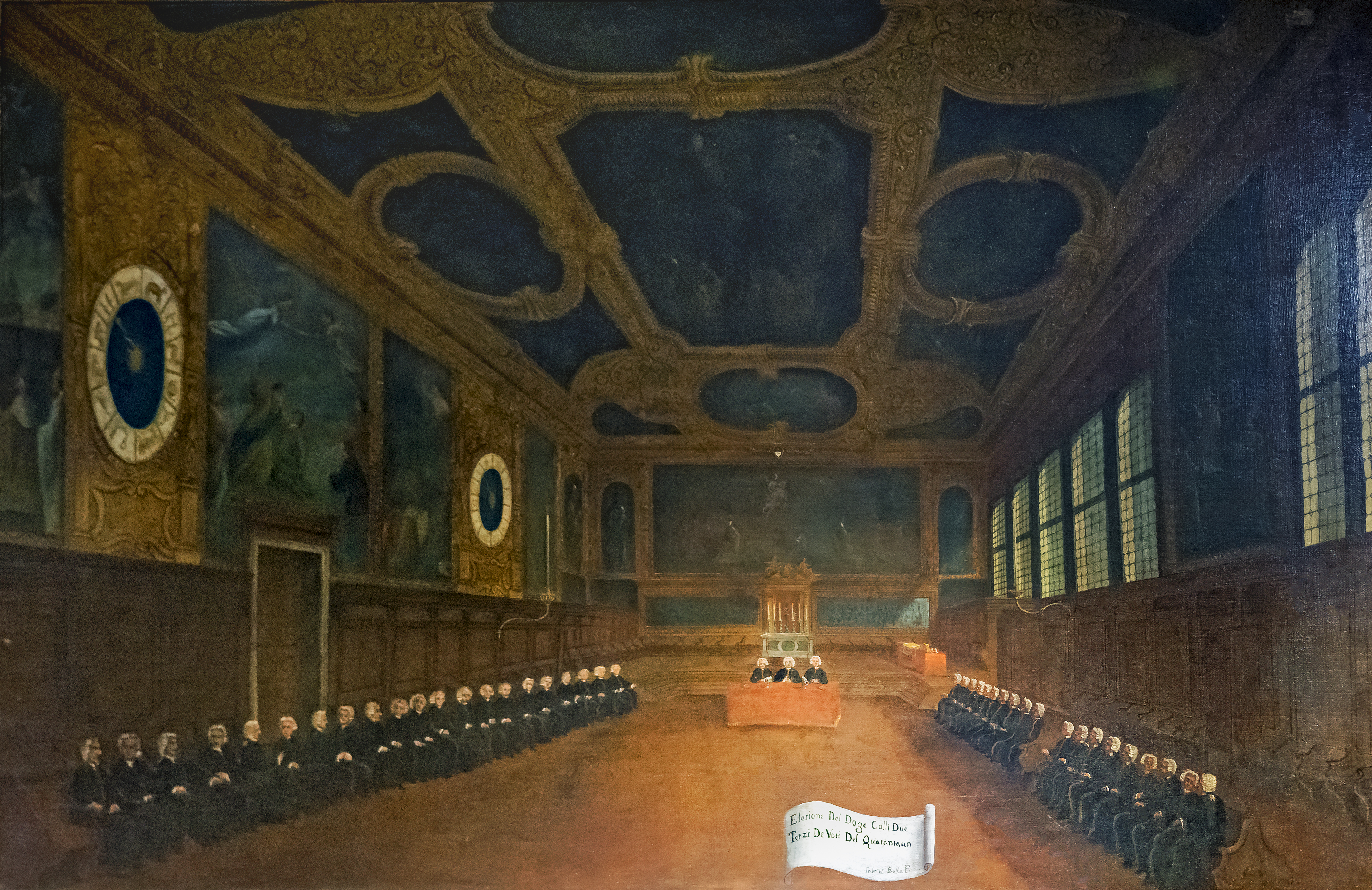
Elezione del doge per opera dei Quarantuno, Pinacoteca Querini Stampalia
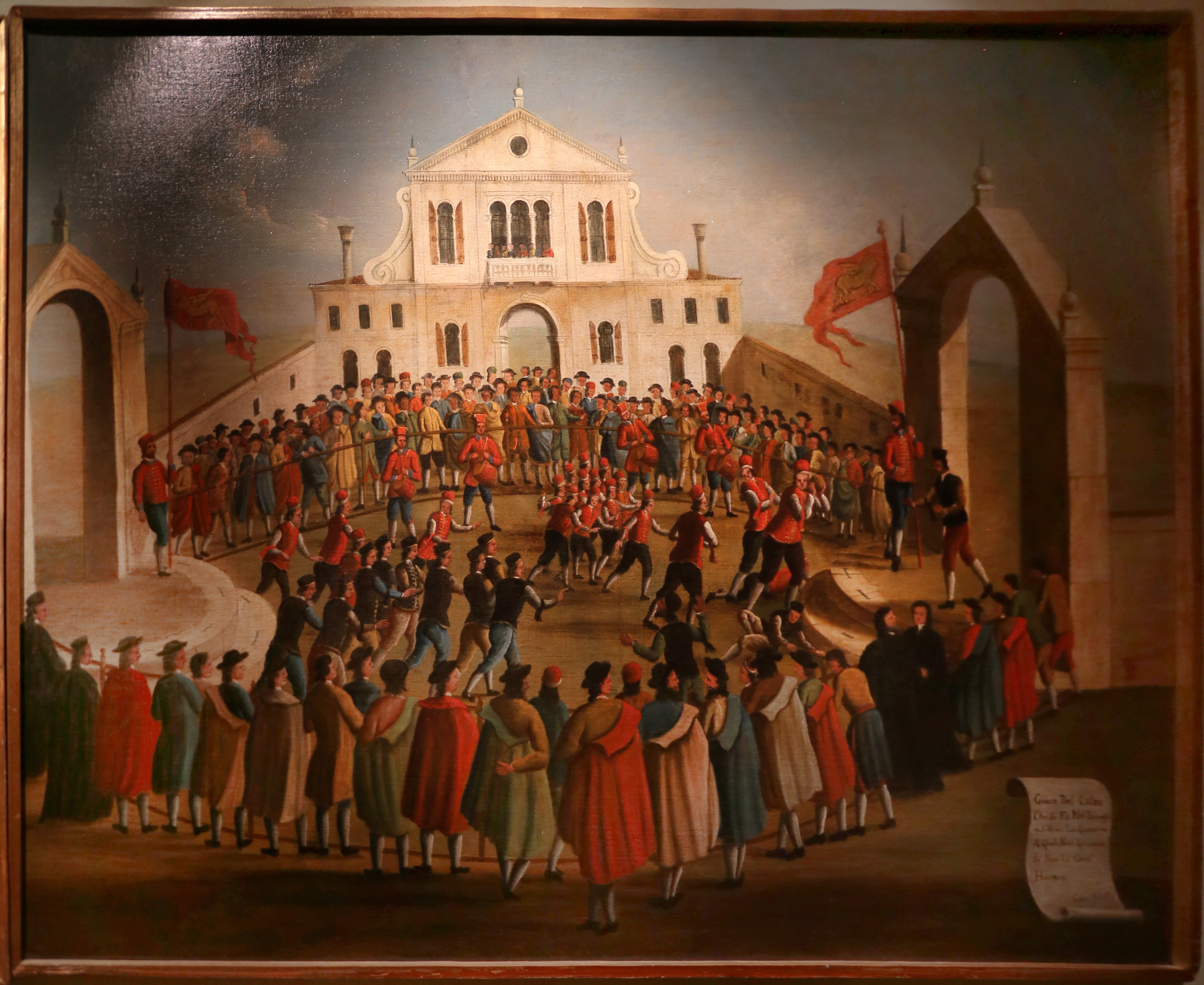
Gioco del calcio a Sant'Alvise, Pinacoteca Querini Stampalia
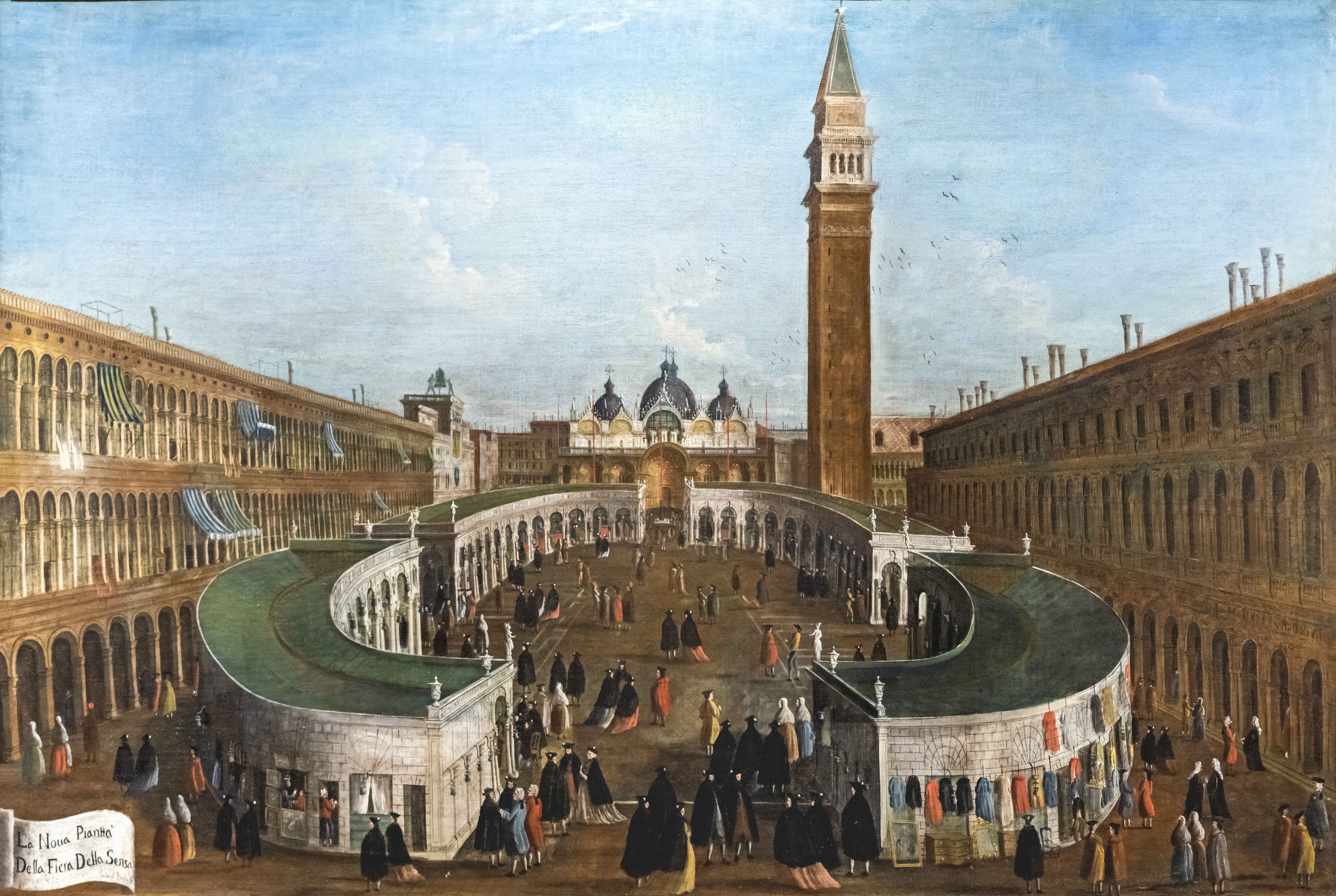
Nuova fiera della Sensa, Pinacoteca Querini Stampalia